# 호엔로에랑엔부르크가

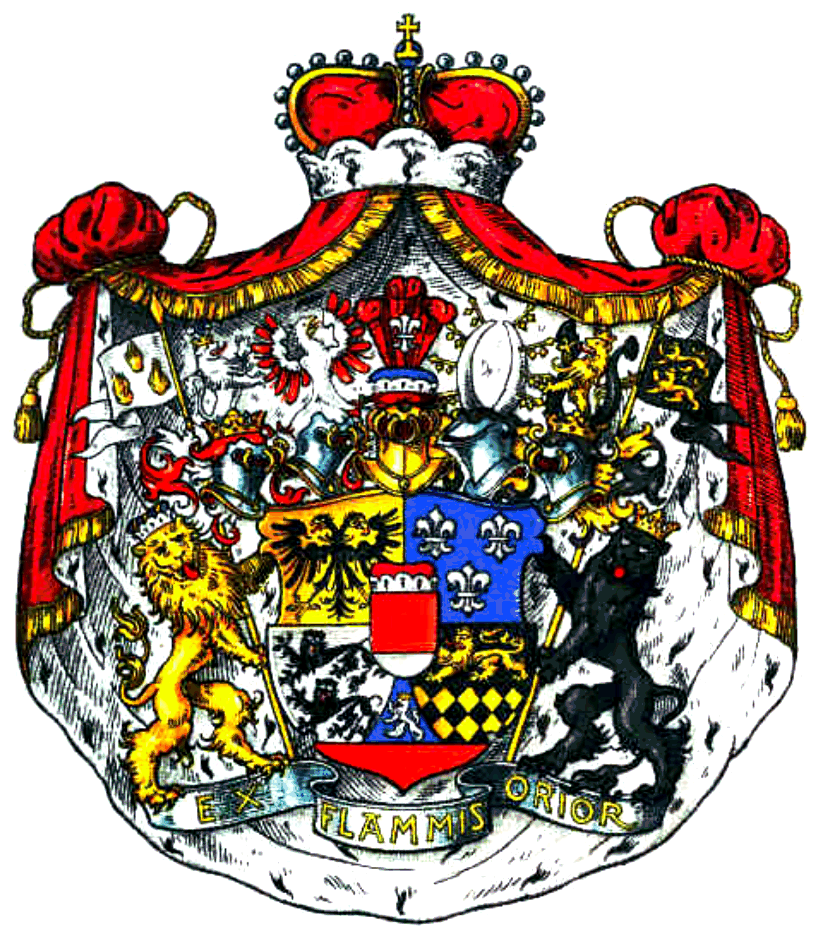
호엔로에랑엔부르크가의 문

호엔로에랑엔부르크가(Hohenlohe-Langenburg)는 독일의 카운티였으며, 이후 신성 로마 제국의 공국이 되었다. 이 지역은 현재 독일 바덴뷔르템베르크 북동부의 랑겐부르크 주변에 위치해 있었다. 중세 시대에 시작되어 1806년까지 지속된 이 작은 국가는 호엔로에 가문의 한 분파에 의해 통치되었으며, 처음에는 영주로, 1764년 이후에는 신성 로마 제국의 백작으로, 궁극적으로는 통치 왕자로 통치되었다. 호엔로에랑엔부르크 왕가는 오늘날에도 여전히 랑엔부르크 성을 소유하고 거주하고 있다.